# Chrysis arkadyi
Chrysis arkadyi es una especie de avispa del género Chrysis, familia Chrysididae. Fue descrita por Rosa, Baiocchi, Halada & Proshchalykin en 2021. Se encuentra en Angola, India y Pakistán.